# Heinrich Wilhelm Laubach
Heinrich Wilhelm Laubach (* 28. September 1835 in Eichen, Main-Kinzig-Kreis; † 24. August 1906 ebenda) war ein deutscher Kommunalpolitiker und Abgeordneter des Provinziallandtages der Provinz Hessen-Nassau. 

## Leben
Heinrich Wilhelm Laubach wurde als Sohn des Landwirts und Bürgermeisters Johann Konrad Laubach und dessen Gemahlin Margarethe Laubach geboren. Nach der Schulausbildung übernahm er den elterlichen Landwirtschaftsbetrieb und engagierte sich in der Kommunalpolitik. Er wurde Bürgermeister seines Heimatortes und erhielt 1895 ein Mandat für den Kurhessischen Kommunallandtag des Regierungsbezirks Kassel, aus dessen Mitte er zum Abgeordneten des Provinziallandtages der Provinz Hessen-Nassau bestimmt wurde. Er blieb bis zum Jahre 1904 in den Parlamenten. 